# Ervand Kogbetliantz
Ervand Kogbetliantz (arménien : Երվանդ Գևորգի Կողբետլյանց) est un mathématicien arménien qui travailla aussi sur le gravimètre, les échecs à trois dimensions ou à trois joueurs.

## Biographie
Ervand Kogbetliantz est né en 1888 à Nor Nakhitchevan (Nouveau Nakhitchevan ou Nakhitchevan-sur-le-Don), ville peuplée d'Arméniens et qui est aujourd'hui partie intégrante de Rostov-sur-le-Don (quartier Proletarsk).
Après un premier passage universitaire à Paris en 1906, il fut diplômé en mathématiques à l'université de Moscou en 1912, où il enseigna ensuite pendant six ans.
Après avoir enseigné à l'Institut polytechnique de Krasnodar de 1918 à 1920, il rejoignit l'Université d'État d'Erevan dans une Arménie nouvellement indépendante. Quelques mois après que l'Arménie fut devenue une République socialiste soviétique, Ashot Hovhannisyan (en) émet un décret pour restructurer l'université ; il en est le premier président.
Il se sauva des Bolchéviques en 1921 pour être diplômé de l'Université de Paris en 1923 sous l'autorité d'Émile Borel. Il dispensa des cours au Groupe académique russe (GAR) puis est embauché par la Compagnie française des pétroles (aujourd'hui Total) à sa création en 1924 pour des recherches en géophysique appliquée. Il fut naturalisé français en 1929.
À l'invitation de Reza Chah en 1933, il fit partie pendant cinq ans d’un groupe de scientifiques français envoyés par le ministère des Affaires étrangères pour participer à la création de l’Université de Téhéran, où il enseigna et qu'il présida. Il retourna ensuite en France où il travailla au Centre national de la recherche scientifique tout nouvellement créé entre 1939 et 1942.
Il gagna les États-Unis grâce à la « liste Rapkine » et la Fondation Rockefeller, où il enseigne à l'université Lehigh (1942 à 1944), la New School (1944-1954), puis à l'université Columbia. Avant de rentrer à Paris pour sa retraite en 1964, il était professeur à l'université Rockefeller depuis 1956.
Il fut aussi consultant pour Standard Oil (de 1945 à 1946) et IBM (de 1953 à 1964). Il était le cousin germain de Mariette Chaguinian.

## Apport
Son travail porta essentiellement sur la série, la suite de polynômes orthogonaux, un algorithme de décomposition en valeurs singulières qui porte son nom, des algorithmes d'évaluations des fonctions essentielles des ordinateurs, les éléments indissolubles avec un entier de Gauss.
Il travailla aussi sur les  échecs à trois dimensions qu'il aurait inventés et travaillait (notamment avec Bobby Fischer) sur un three-player chess, un jeu d'échecs à 3 joueurs.
On lui doit aussi l'invention du gravimètre, breveté dans les années 1920.

## Textes
- Conférence de Ervand Kogbetliantz aux Décades de Pontigny en Amérique au Mount Holyoke College, 1944
- L'humanité subit-elle l'influence des taches solaires ?[9] Journal de Téhéran, 5 mars 1937
- Rôle et importance des mathématiques dans la vie sociale, conférence au Dar-ol-Fonoun

## Publications scientifiques
- Contribution à l'étude du saut d'une fonction donnée par son développement en série D'Hermite ou de Laguerre, American Mathematical Society
- Sur les Moyennes Arithmétiques des Séries‐Noyaux des Développements en Séries D'Hermite et de Laguerre et sur Celles de ces Séries‐Noyaux Derivées Terme a Terme, Journal of Mathematics and Physics, avril 1935
- Sur les séries trigonométriques et la série de Laplace. — P.: Gauthier Villars, 1923. — 65 p.
- Recherches sur l'unicité des séries ultra-sphériques. — 1926.
- Sommation des séries et intégrales divergentes par les moyennes arithmétiques et typiques. — P.: Gauthier Villars, 1931.
- Voies naturelles et bases des mathématiques: initiation nouvelle. — P.: Gauthier Villars, 1959. — 574 p. In two volumes
- Fundamentals of mathematics from an advanced viewpoint. — N. Y.: Gordon and Breach, 1968—1969. In four volumes
- Geometry and geometric analysis. — 1969.
- avec Krikorian A., Handbook of first complex prime numbers. — L.—N. Y.: Gordon and Breach, 1971. — 998 p.
- Analogie entre les séries trigonométriques et les séries sphériques au point de vue de leur sommabilité par les moyennes arithmétiques (фр.) // Annales scientifiques de l’École normale supérieure. — 1923. — Vol. 40. — P. 259—323.
- Sur la vitesse de propagation de l’attraction (фр.) // Comptes rendus hebdomadaires des séances de l’Académie des sciences. — 1928. — Vol. 186. — P. 944—946.*
- Sur la vitesse de propagation de la gravitation (фр.) // Comptes rendus hebdomadaires des séances de l’Académie des sciences. — 1930. — Vol. 191. — P. 30—31.
- Sommation des séries et intégrales divergentes par les moyennes arithmétiques et typiques (фр.) // Mémorial des Sciences Mathématiques. — 1931. — Vol. 51. — P. 1—84.
- Sur la vitesse de propagation de la gravitation // Annales de physique. — 1931. — Vol. 16. — P. 71—98.
- Recherches sur la sommabilité des séries d'Hermite // Annales scientifiques de l'École normale supérieure. — 1932. — Vol. 49. — P. 137—221.
- Quantitative interpretation of magnetic and gravity anomalies // Geophysics. — 1944. — Vol. 9. — P. 463—493.
- Estimating depth and excess mass of point sources and horizontal line sources in gravity prospecting // Geophysics. — 1946. — Vol. 11. — P. 195—210.
- Solution of linear systems by diagonalization of coefficients matrix (англ.) // Quarterly of Applied Mathematics. — 1955. — Vol. 13. — P. 123—132.
- Electronic computers aid geophysical interpreters (англ.) // Oil and Gas Jour. — 1956. — Vol. 54. — P. 136—139.